# نشان ملی سوریه بعثی
نشان ملی سوریه بعثی (به عربی: شعار سوريا البعثية) در سال ۱۹۸۰، پس از انحلال فدراسیون جمهوری‌های عربی در سال ۱۹۷۷، که نشان ملی آن تا آن زمان توسط کشورهای عضو آن استفاده می‌شد، به تصویب رسید. این نشان شامل شاهین قریش است که سپری را که حامل پرچم ملی سوریه (به صورت عمودی) است، نگه می‌دارد و همچنین شامل طوماری با عبارت «جمهوری عربی سوریه» (به عربی: الجمهوریة العربیة السوریة) است.

## تاریخچه

سوریه بعثی (۱۹۶۳–۱۹۷۲)
سوریه بعثی (۱۹۷۲–۱۹۸۰)
سوریه بعثی (۱۹۸۰–۲۰۲۴)
مهر رئیس‌جمهور سوریه (؟–۲۰۲۴)
مهر نخست‌وزیر سوریه (؟–۲۰۲۴)
مهر مجلس خلق سوریه
(؟–۲۰۲۴)